# Star Screen Award/Beste Hintergrundmusik
Der Star Screen Award Best Background Music ist eine Kategorie des indischen Filmpreises Star Screen Award.
Der Star Screen Award Best Background Music wird von einer angesehenen Jury der Bollywoodfilmindustrie gewählt. Die Gewinner werden jedes Jahr im Januar bekannt gegeben.
Liste der Gewinner:
| Jahr | Gewinner                             | Film                           |
| ---- | ------------------------------------ | ------------------------------ |
| 1995 | -                                    | -                              |
| 1996 | Laxmikant                            | Pyarelal Prem                  |
| 1997 | Nusrat Fateh Ali Khan                | Bandit Queen                   |
| 1998 | Adesh Shrivastava                    | Border                         |
| 1999 | -                                    | -                              |
| 2000 | Naresh Sharma                        | Dil Kya Kare                   |
| 2001 | Ilaiyaraaja                          | Hey Ram                        |
| 2002 | Ranjit Barot                         | Aks                            |
| 2003 | Sandip Chowta                        | Company – Das Gesetz der Macht |
| 2004 | Salim Merchant und Sulaiman Merchant | Bhoot                          |
| 2005 | Salim Merchant und Sulaiman Merchant | Dhoom                          |
| 2006 | Monty Sharma                         | Black                          |
| 2007 | A. R. Rahman                         | Rang De Basanti                |
| 2008 | A. R. Rahman                         | Guru                           |